# هادی بلوری
هادی بلوری (انگلیسی: Hadi Bolouri؛ زاده ۲۱ سپتامبر ۱۹۸۶) یک بازیکن فوتبال اهل ایران است.